# Hanson (efternamn)
Hanson är ett efternamn.

## Personer med efternamnet Hanson
- Alexander Hanson (född 1974), svensk dirigent
- Alexander Contee Hanson (1786–1819), amerikansk tidningsman och politiker
- Andreas Hanson (född 1969), svensk trumpetare och dirigent
- Arin Hanson (född 1987)
- Ann-Louise Hanson (född 1944), svensk sångerska

- Beverly Hanson (aktiv på 1950-talet), amerikansk golfspelare
- Boden Hanson (född 1973)
- Brooke Hanson (född 1978), australiensisk simmare

- Charlie Hanson (1906–1983), svensk gitarrist
- Christian Hanson (född 1986), amerikansk ishockeyspelare
- Curtis Hanson (född 1945), amerikansk filmregissör

- Duane Hanson (1925–1996), amerikansk skulptör

- Einar Hanson (1899–1927), svensk skådespelare
- Erling Hanson (1888–1978), norsk skådespelare

- Greger Hanson (född 1988), svensk ishockeyspelare

- Hans Hanson (författare) (1777–1837), norrman
- Harold Hanson (1904–1973), sydafrikansk jurist
- Hedvig Hanson (född 1975), estnisk jazzsångerska
- Hertha Hanson (1942–2007), svensk idéhistoriker
- Hertha Hanson (född 1980), svensk konstnär
- Howard Hanson (1896–1981), amerikansk tonsättare
- Isaac Hanson (född 1980), amerikansk musiker

- Jack Hanson (född 1927), svensk arkitekt
- Janine Hanson (född 1982), kanadensisk roddare
- John Hanson (1721–1783), amerikansk politiker
- John Hanson (1877–1941), svensk präst
- John Hanson (1922–1998), brittisk sångare
- John Hanson (född 1942), amerikansk filmregissör
- John Wesley Hanson (1823–1901), amerikansk teologihistoriker

- Karl Fredrik Hanson (1849–1922), svensk-amerikansk tonsättare

- Lars Hanson (1886–1965), svensk skådespelare
- Lennart C.F. Hanson (1930–2010), svensk psykiater

- Magnus Hanson (1862–1920), svensk ingenjör

- Nernst Hanson (1895–1984), svensk arkitekt
- Nils Hanson (född 1952), svensk journalist
- Nils Hanson (ingenjör)
- Nils Hanson i Berga (1835–1916), svensk politiker

- Ola Hanson (1864–1927)
- Olof Hanson (industriman)
- Olof Hanson (affärsman) (1882–1952), svensk-kanadensisk affärs- och industriman
- Olof Hanson (regissör) (född 1972), svensk teaterregissör

- Pauline Hanson (född 1954)
- Per-Olof Hanson (1918–1998), svensk politiker
- Peter Hanson (född 1977), svensk golfspelare

- Robert Hanson (1887–1940), svensk läkare
- Robin Hanson (född 1959)

- Sten Hanson (1936–2013), svensk tonsättare och poet

- Taylor Hanson (född 1983), amerikansk musiker
- Torgny Hanson (född 1945), svensk dirigent

- Zachary Hanson (född 1985), amerikansk musiker